# Mithra Pharmaceuticals
Pour les articles homonymes, voir Mithra.
Mithra Pharmaceuticals est une entreprise pharmaceutique belge fondée en 1999 par François Fornieri et Jean-Michel Foidart. Spécialisée dans le développement de médicaments et produits génériques complexes dédiés à la santé féminine, l'entreprise innove en concevant des produits autour de la molécule estétrol, dont la pilule contraceptive Estelle et le Donesta pour le traitement de la ménopause. Après avoir suscité un fort enthousiasme, notamment dans les domaines technologique, économique et boursier, Mithra accumule de nombreux problèmes commerciaux, financiers et managériaux et connaît en 2024 des difficultés majeures, débouchant la même année sur sa mise en faillite.

## Histoire

### Origines
En 1999, l'homme d'affaires François Fornieri et le Professeur Jean-Michel Foidart, chercheur à Liège, fondent Mithra Pharmaceuticals en tant que spin-off de l'Université de Liège. L'entreprise commence par cibler les gynécologues avec une gamme de produits d'hygiène intime, de compléments alimentaires, de dispositifs médicaux et de produits ne nécessitant pas de prescription médicale. 

### Vers l'estétrol comme noeud stratégique

#### Produits contraceptifs: de l'estradiol (E2) à l'estétrol (E4)
En février 2004, l'entreprise dépasse les produits sans prescription et lance en Belgique Desorelle, contraceptif de troisième génération conçu à base de cyprotérone acétate combiné à de l'éthinylestradiol,, un dérivé de l'estradiol (E2). Desorelle est une des premières pilules génériques au monde ; elle est suivie en octobre par Daphne, un oestroprogestatif pour le traitement de l’acné. Le succès considérable de ces lancements, s'appuyant sur un procédé de fabrication original, permet à Mithra d'acquérir en 2018 40% du marché de la pilule en Belgique. Mithra commercialise à cette période la vingtaine de produits de son portefeuille dans près de 50 pays en Europe et en Asie principalement pour un chiffre d'affaires qui atteint 50 millions d'euros environ en 2017, c'est-à-dire avant la mise sur le marché de ses produits de nouvelle génération dont la pilule Estelle. 
Parallèlement à ces succès, Mithra lance des recherches sur les contraceptifs de cinquième génération et centre son développement sur l'estétrol en remplacement de l'estradiol ou de ses dérivés. L'estétrol, aussi dit « E4 », est un œstrogène qui, dans la nature, est exclusivement produit par le foie du fœtus humain (in utero). L'orientation est financièrement facilitée par le fait que Uteron Pharma, société créée par François Fornieri pour développer la recherche de Mithra, est revendu à près de 300 millions d'euros en 2013 au groupe américain Actavis qui est intéressé par la branche génériques cependant que les droits de développement de produits autour de l'estétrol sont repris quelques années plus tard par Mithra, par une clause du contrat, pour un euro symbolique. Ce sont les recherches autour de et les produits centrés sur l'estétrol qui vont créer le succès de l'introduction boursière de Mithra en 2015. 

#### Pilule de 5ème génération: Estelle en ébauche
En 2007, Mithra démarre la première phase d'une étude de faisabilité de l'estétrol en contraception. La deuxième phase de l'étude, réalisée en 2008, conclut que l'E4 ne modifie pas les taux de protéines dérivées du foie, y compris les facteurs de coagulation. Au contraire des œstrogènes habituels, l'Estetrol pourrait ne pas augmenter le risque thrombo-embolique, mais son mécanisme d'action moléculaire reste inconnu. Cette étude visait à mieux comprendre les actions nucléaires et/ou transcriptionnelles de l'E4 versus les actions sur la membrane/rapides, par rapport à l'Estradiol.
Devant ces résultats prometteurs, Estetra, filiale de Mithra, commence en 2010 des essais cliniques de Phase II pour définir une posologie pour un de ses produits, la pilule contraceptive Estelle, basée sur l'estétrol en combinaison avec la drospirénone.

### Développement: financement et organisation

#### Perspectives flatteuses et soutien public
Portée par une culture d'innovation et des perspectives très encourageantes, opérant en particulier sur un marché de la contraception mondial se chiffrant potentiellement en millards, Mithra acquiert un statut de licorne, c'est-à-dire dont la valorisation boursière dépasse 1 milliard d'euros. L'entreprise est comparée aux poids lourds du secteur comme Bayer ou GSK, et se voit prise en exemple d'audace entrepreneuriale, de stratégie réfléchie, de collaboration réussie entre les sciences et les affaires et de démonstration de force de l'échelon régional. Alors perçue comme un fleuron de la biotechnologie wallonne, elle bénéficie pendant plusieurs années de soutiens financiers publics de la région wallonne, soucieuse d'affirmer son redressement économique et ses efforts pour l'emploi à travers les hautes technologies : ces aides sont estimées à un total cumulé d'environ 85 millions d'euros en 2021, dont des avances et prêts.

#### Organisation stratégique
En 2005, François Fornieri a créé la société « Novalon SA » dédiée au développement de « produits génériques complexes ».En 2012, Novalon conclut un accord de coopération, de licence et de partage des bénéfices avec GSP Ltd. pour deux de ses principaux produits génériques complexes, Zoreline, un implant destiné à traiter le cancer de la prostate, et Myring, un anneau contraceptif vaginal,.
En 2013, Mithra RDP (Recherche, Développement, Production) constitue Mithra Pharmaceuticals CDMO (Contract Development and Manufacturing Organisation), entité destinée à gérer l'usine de production de Flémalle ouverte 3 ans plus tard. Mithra IBD (International Business Development) constitue Mithra Deutschland GmbH et acquiert WeCare (actuellement Mithra Pharmaceuticals BV aux Pays-Bas).
En 2014, Mithra IBD acquiert Fibrocis (actuellement Mithra do Brasil), ainsi que 25 % de Novalon.

#### Entrée en bourse (2015)
En 2015, Mithra acquiert de nouveau 25 % de Novalon. Mithra Pharmaceuticals SAS est constitué. Mithra compte alors des actionnaires prestigieux comme le milliardaire Marc Coucke, qui mène un cycle de financement de 54,6 millions. En juin, Mithra entre en bourse sur Euronext Brussels (MITRA) et lève 79,3 millions d’euros, témoignant de l'enthousiasme des marchés pour ce qui est la plus importante IPO sur Euronext en 10 ans.  Porté par un fort optimisme s'appuyant sur des analyses de marché et des résultats cliniques élogieux, le cours augmente de 200% entre le début et la fin du premier semestre 2018, la valorisation boursière connaissant un pic à 1.25 milliard cette année,. Le succès de l'opération permet à l'entreprise de se concentrer sur sa croissance commerciale.

#### Développement industriel (2016)
Le 30 septembre 2016, 3 ans après la constitution de Mithra Pharmaceuticals CDMO, Mithra inaugure à Flémalle le Mithra CDMO, plateforme de Recherche, Développement et Production. La réalisation a coûté 75 millions d'euros. Conçue pour fabriquer les produits de Mithra dont le fort succès commercial est anticipé, il est prévu que l'usine serve aussi à des activités de sous-traitance. La crise commerciale que Mithra va connaître quelques années plus tard va rendre le site surdimensionné et déficitaire.

### Validation technique et commerciale de l'approche estétrol

#### L'Estétrol pour les applications contraceptives et non contraceptives
En 2014, Mithra commence des études de « bioéquivalence » pour Tibelia, un traitement hormonal de la ménopause et de l'ostéoporose. Un travail de l'INSERM (Fontaine et al.) conclut, dans les Annales d'Endocrinologie, que E4 est moins efficace que E2 pour activer le récepteur alpha des œstrogènes (ERα), mais qu'une dose élevée peut moduler l'activité transcriptionnelle de ERα dans l'utérus, la prolifération de l'épithélium de l'endomètre et de prévenir l'athérome. Mais E4 n'a pas d'effets sur la cicatrisation endothéliale ni sur la production de NO, « mais il antagonisait ces effets E2 qui sont purement membranaires ERα-dépendants ». Selon les auteurs, l'action de l'estétrol comme possible contraceptif oral sûr (ou traitement hormonal de la ménopause) « devrait maintenant être envisagé ». La future pilule Estelle voit ainsi son intérêt justifié.
Mithra développe également, outre la pilule Estelle, le PeriNesta pour les symptômes de la périménopause, et le Donesta pour la ménopause, tous à base d'estétrol,. Le développement du PeriNesta est cependant abandonné en 2021, la société se recentrant sur Estelle et le Donesta. En 2022, Mithra étudie également une possible application de l'estétrol à la cicatrisation des plaies.

#### Estelle: confirmation et mise sur le marché
Pendant cette période, les essais cliniques relatifs à la pilule Estelle, soutenus par les résultats favorables des études sur l'estétrol, continuent. En 2012, Estetra publie des conclusions positives de la Phase II des études cliniques d'Estelle, et, en 2013, optimise pour la première fois le procédé de synthèse de l'Estetrol qui passe de 10 à 7 étapes. Les vagues d'études suivantes concluent à l'efficacité et l'inocuité d'Estelle, la faisant comparer favorablement à d'autres contraceptifs neutres de génération récente et la faisant citer très élogieusement quant à la gestion des critères cliniques secondaires.
En 2019, Mithra remporte l’Essenscia Innovation Award 2019 grâce à sa "pilule contraceptive de nouvelle génération" à base d’Estetrol. La même année, Mithra conclut avec la société australienne Mayne Pharma, dont elle achète des actions, un accord pour la commercialisation d'Estelle aux Etats-Unis sur une durée de 20 ans ; le contrat laisse entrevoir des rentrées considérables, les estimations suggérant un chiffre d'affaires minimum brut de 4.5 milliards de dollars sur la durée du contrat. En 2021, la pilule est commercialisée sous le nom Nextstellis au Canada et aux Etats-Unis. Elle devient, à l'échelle mondiale, la première et la seule pilule commercialisée contenant de l'estétrol. Elle arrive en Belgique peu après, en octobre 2021.
Mithra signe également des accords de commercialisation d'Estelle avec le Maroc, l'Algérie et la Tunisie en 2020 et, en 2023, aborde le marché chinois.

### Difficultés commerciales et managériales

#### Départ de François Fornieri (2021)
En février 2021, François Fornieri, figure centrale et historique de la société, est accusé d'un délit d'initié lié à Mithra dont il est acquitté en 2024 avant que le parquet de Liège ne fasse appel, et que l'acquittement ne soit confirmé en 2025, mais aussi impliqué pour abus de biens sociaux dans l'affaire judiciaire touchant la société Nethys. Il est remplacé par Leon Van Rompay à la tête de Mithra. En juin 2022, il quitte également le Conseil d'administration de la société qui par ailleurs annonce une recapitalisation de 20 millions d'euros. Fin 2022, il passe sous les 20 % du capital de la société mais en reste l'actionnaire principal.

#### Déconvenues commerciales et changements de l'équipe dirigeante
En 2022, Mithra triple son chiffre d'affaires qui passe de 22,7 millions en 2021 à 67 millions tout en diminuant ses pertes 116,9 millions à 59,6 millions. Ces résultats sont cependant jugés catastrophiques au regard des attentes élevées, le marché de la contraception orale étant estimé à 22 milliards de dollars par an en 2019 et les revenus potentiels d'Estelle, vu comme un futur blockbuster, à 1 milliard par an. Les résultats sont attribués à une gestion déficiente des actions commerciales auprès du corps médical et au coût élevé du produit.
En février 2023, une partie des actionnaires demande le départ de l'ensemble de l'équipe dirigeante. En avril, la canadien David Solomon prend la tête de Mithra en remplacement de Leon Van Rompay dont une partie des actionnaires réclamait le départ. Fin mai 2023, Mithra nomme Christian Homsy Président du conseil d'administration pour succéder à Christian Moretti, non réélu lors de l'AG et qui dispose de 30 ans d'expérience dans l'industrie des sciences de la vie en tant que fondateur de la biotech Celyad, cotée sur Euronext et Capstan Therapeutics. Le Conseil d'Administration voit également l'arrivée de Inge Beernaert et de Jacques Galloy.

#### Effondrement et crise de trésorerie (2023 - 2024)
FIn 2023, Mithra a signé un accord de commercialisation du Donesta en Israël, peu de temps après que Fuji Pharma, au Japon ait demandé une autorisation de mise sur le marché d'Estelle pour traiter la dysménhorrée. Bien accueillie par les investisseurs, cette annonce concernant un petit marché ne suffit pas à redresser la situation de l'entreprise qui, en recherche de liquidités, a vendu ses actions Mayne Pharma peu avant. Le titre en bourse de Mithra recule ainsi de près de 65% sur l'année 2023. L'autorisation de mise sur le marché du Donesta sur le marché américain est par ailleurs repoussée, en attente de données supplémentaires, et l'approbation sur le marché européen n'est pas prévue avant 2025. Enfin, les mécanismes de financement utilisés par Mithra ces dernières années se révèlent risqués, et Mithra doit encore plusieurs millions d'euros à Uteron Pharma qui détenait le brevet de sa pilule contraceptive.
Début 2024, dans la continuation de la fin d'année 2023, Mithra cumule difficultés de trésorerie, performances commerciales en dessous des attentes et une équipe managériale instable ; elle voit son cours en bourse s'effondrer à près de 0,7 euros par action, alors qu'il avait déjà connu une forte baisse en 2023, descendant à près de 2 euros contre 40 en 2018. Mithra annonce ne pouvoir compter sur des liquidités que jusqu'en mars 2024. David Solomon est licencié avec effet immédiat. Quelques jours plus tard, la publication de l'exercice financier 2023 confirme la situation désastreuse de l'entreprise, le chiffre d'affaires tombant de 67 millions d'euros en 2022 à 40 et la perte nette de 60 millions d'euros en 2022 à 173, les pertes cumulées atteignant un demi-milliard, et ce malgré une augmentation des ventes en volume. Fin février 2024, le cours de l'action est tombé à 56 centimes.
La société est mise en faillite en juin 2024 et ses activités Estetra et Neuralis reprises par l'entreprise hongroise Gedeon Richter. Des acteurs polonais, indien puis américain étudient la reprise du CDMO de Flémalle avant d'y renoncer.

## Sponsoring
Mithra Pharmaceuticals sponsorise le Mithra Jazz Festival depuis 2014.